# Смит, Лайман Брэдфорд
Лайман Брэдфорд Смит (англ. Lyman Bradford Smith, 11 сентября 1904 — 4 мая 1997) — американский ботаник.

## Биография
Лайман Брэдфорд Смит родился в городе Уинчестер в штате Массачусетс 11 сентября 1904 года.
С 1921 года он изучал ботанику в Гарвардском университете. С 1928 по 1929 год Лайман Брэдфорд Смит работал в Бразилии. Он изучал цветковые растения Южной Америки. Лайман Брэдфорд Смит изучил растения семейства Бромелиевые, растения семейства Веллозиевые и растения семейства Бегониевые. Он собрал более 16000 образцов растений и опубликовал 519 научных работ.
Лайман Брэдфорд Смит умер в штате Канзас 4 мая 1997 года.

## Научная деятельность
Лайман Брэдфорд Смит специализировался на исследованиях папоротниковидных и семенных растений.

## Некоторые научные работы
- The Bromeliaceae of Brazil. 1955.
- The Bromeliaceae of Colombia. 1957.
- Begoniaceae. 1986.

## Почести
В его честь назван род растений Lymania Read, 1984 семейства Бромелиевые (Bromeliaceae).